# Уэллс, Джон (спортсмен)
Джон Уэллс (англ. John Wells; 1859, Миссисипи — 18 апреля 1929, Новый Орлеан, Луизиана) — американский гребец, бронзовый призёр летних Олимпийских игр 1904.
На Играх 1904 в Сент-Луисе Уэллс участвовал только в соревнованиях парных двоек вместе со своим соотечественником Джозефом Раванаком. В нём он занял третье место и получил бронзовую медаль.